# عيال موسى (أرحب)

تعديل مصدري - تعديل

عيآل موسى هي إحدى قرى عزلة عيال عبد الله بمديرية أرحب التابعة لمحافظة صنعاء، بلغ تعداد سكانها 1046 نسمة حسب تعداد اليمن لعام 2004.